# Siobhan Brooks
Siobhan Brooks (1972) es una socióloga feminista lesbiana afroamericana conocida por su trabajo con trabajadoras sexuales afroamericanas. Tiene una licenciatura en Estudios de la mujer de la Universidad Estatal de San Francisco y un Doctorado en Sociología por la Universidad The New School de la ciudad de Nueva York. Es profesora de estudios afroamericanos en la Universidad Estatal de California, Fullerton.

## Organización laboral de Lusty Lady
Mientras era estudiante en SFSU, Brooks trabajaba en el espectáculo erótico Lusty Lady en el barrio North Beach de San Francisco. Brooks notó que el club contrataba a muy pocas mujeres negras y que se les prohibía trabajar en la sección de "cabina privada" del teatro, donde las bailarinas tienen la oportunidad de ganar más dinero. Después de plantear sus inquietudes al gerente del club, Brooks fue reprendida y le dijeron que "las mujeres negras hacen que el club pierda dinero". Debido a esto, Brooks trabajó con el Sindicato Internacional de Empleados de Servicios (SEIU), Local 790, para presentar una queja por discriminación racial ante la Comisión de Igualdad de Oportunidades en el Empleo. Sus esfuerzos dieron resultado: el club contrató a más mujeres negras que nunca en sus catorce años de historia.
La historia de los esfuerzos de sindicalización en Lusty Lady está narrada en el documental Live Nude Girls UNITE! , dirigido por Julia Query, en el cual Brooks aparece. Brooks también escribió Organizing From Behind the Glass, un relato del exitoso esfuerzo de sindicalización, para la edición de enero de 1997 de la revista Z. En el artículo, Brooks afirma que en Lusty Lady, donde había trabajado, "la única directora de espectáculo negra, Josephine, me informó que a las bailarinas negras siempre les había ido mal en la cabina, que era simplemente una realidad del negocio, pero no proporcionó ninguna prueba de ello".

## Investigación sobre el trabajo sexual
Brooks ha entrevistado a trabajadoras sexuales de todo Estados Unidos y ha publicado varios artículos como resultado. Su trabajo académico ha aparecido en la antología Whores and Other Feminists (ed. Jill Nagle, Routledge 1998), Z Magazine, Feminism and Anti-Racism (eds. France Winddance Twine y Kathleen Blee, 2000), Revolutionary Voices (ed. Amy Sonnie), y entrevistó a Angela Davis sobre sus puntos de vista sobre la raza, el género y la industria del sexo en la era posterior a los derechos civiles para el University of California Hastings Law Journal (invierno de 1999). También apareció en la portada de la revista ColorLines en el número de invierno de 2004, con la temática "Sex, Race, Gender". Brooks es la autora del libro Unequal Desires: Race and Erotic Capital in the Stripping Industry (SUNY Press, 2010).

## Otras investigaciones y activismo
Si bien es conocida como activista de las trabajadoras sexuales, la investigación y la defensa de Brooks se expanden a temas más amplios de género e instituciones, mujeres de color y enfermedades mentales, identidades raciales queer, mujeres en los medios de comunicación, raza y clase. En octubre de 2005, Brooks coorganizó una conferencia sobre el impacto global de la música hip hop en el Lehman College, donde fue profesora adjunta en el departamento de sociología. El segundo libro de Brooks, Everyday Violence against Black and Latinx LGBT Communities (Lexington Books, 2020), se centra en la violencia y la resistencia dentro de las comunidades LGBT negras y latinas.